# ダーター (SS-227)
ダーター (USS Darter, SS-227) は、アメリカ海軍の潜水艦。ガトー級。「ダーター」は3隻19,429トンの日本艦船を撃沈した。
艦名はペルカ科に属する小型淡水魚の総称に因む。

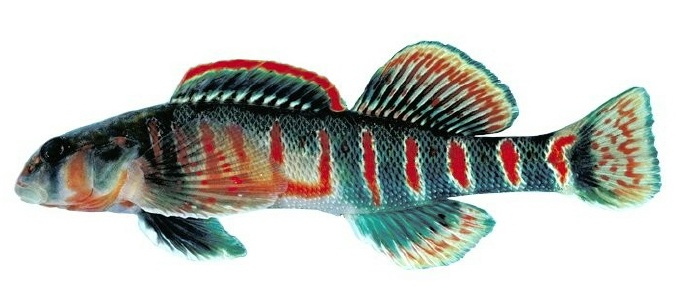
キャンディ・ダーター（Candy darter）

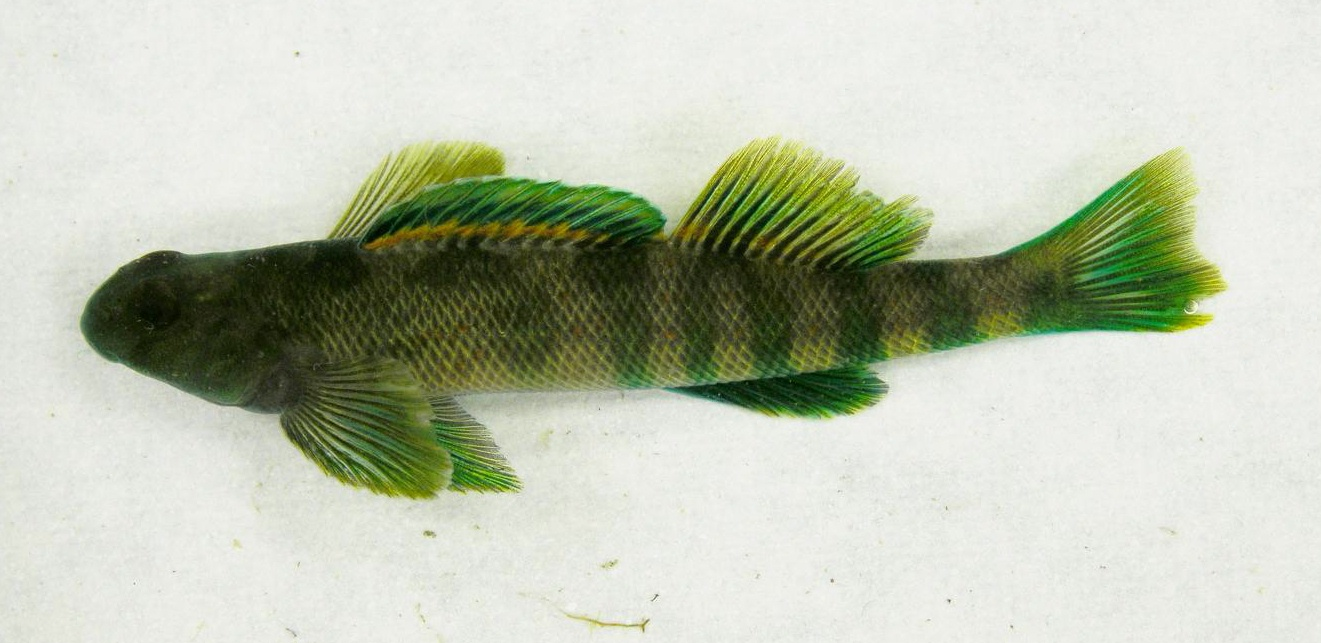
グリーンサイド・ダーター（Greenside darter）

## 艦歴
「ダーター」はコネチカット州グロトンのエレクトリック・ボート社で起工。1943年6月6日にE・B・ウィーラー夫人によって進水し、艦長ウィリアム・シャーリー「ジン」ストーバル・ジュニア少佐（アナポリス1929年組）の指揮下1943年9月7日に就役した。「ダーター」は10月31日にコネチカット州ニューロンドンを出航し、11月26日に真珠湾に到着した。

### 第1、第2、第3の哨戒 1943年12月 - 1944年8月
12月21日、「ダーター」は最初の哨戒でトラック諸島近海に向かった。同方面では南、西方の日本の重要な補給路をパトロールした。このパトロールは修理のために二度中断されている。最初は12月25日、ジョンストン島を出港して哨戒海域に向かう最中に行われた潜航訓練の際、ツリムと蒸留機に異常が発生して哨戒に影響が出ると見られたため真珠湾に引き返した。12月29日から1944年1月3日まで真珠湾において修理を行い、翌4日に再出撃した。1月5日から12日まではエニウェトク環礁近海で哨戒を行い、その後はトラックとポンペイ島を結ぶ海域に移動。1月16日午後、「ダーター」は近在の「ブラックフィッシュ」が接触した輸送船団の迎撃に向かうが、「ダーター」がその船団に接触することは出来なかった。1月30日から2月2日まではツラギ島、次いで2月4日から8日まではミルン湾で修理を受ける。2月13日、「ダーター」は北緯05度56分 東経149度30分 / 北緯5.933度 東経149.500度の地点で7,500トン級輸送船を中心とする輸送船団を発見して追跡し、北緯05度16分 東経149度22分 / 北緯5.267度 東経149.367度の地点に至ったところで艦首発射管から魚雷を6本発射したが命中せず、続いて艦尾発射管から魚雷を4本発射して1本を命中させ、目標の撃沈を報告したが、護衛艦からの爆雷による反撃を受けた。2月17日から18日にかけての第58任務部隊（マーク・ミッチャー中将）によるトラック島空襲では、トラックの南西海域で脱出艦艇の攻撃と搭乗員救助を担当した。最初の哨戒はとにかく故障に付きまとわれた。2月25日、「ダーター」は66日間の行動を終えてミルン湾に帰投。翌日ブリスベンに向けて出港し、2月29日に到着した。ブリスベンでの整備の後、3月17日にミルン湾に向けて出港して3月21日に到着した。
3月22日、「ダーター」は2回目の哨戒でダバオ南方、ハルマヘラ島近海、ニューギニア北西部方面に向かった。3月23日にランゲマク湾で燃料補給を行い、3月29日に哨区に到着。3月30日未明、「ダーター」は北緯01度56分 東経133度25分 / 北緯1.933度 東経133.417度の地点で輸送船団を発見し、魚雷を6本発射して最初の2本以外が陸軍輸送船「藤川丸」（川崎汽船、2,829トン）に命中してこれを撃沈した。4月5日、司令部から「ダバオから日本艦隊が出撃してくる」という情報がもたらされた。察知された日本艦隊とは、第58任務部隊の攻撃（パラオ大空襲）を避けるべく、パラオからシンガポール南方のリンガ泊地に向かう第二艦隊（栗田健男中将）の一部であった。「ダーター」は「デイス」、「スキャンプ」 、「バッショー」とともに艦隊出撃を待った。4月6日未明、「ダーター」のレーダーは北緯05度27分 東経125度59分 / 北緯5.450度 東経125.983度の地点で第二艦隊と思しき7つの目標を探知し、「デイス」とともに迎撃態勢に入る。しかし、目標は推定22ノットの高速で航行しており、魚雷を発射するチャンスすらなく2時間程度で接触を失った。この後は敵との接触もあまりなく、4月29日から30日にかけて給油のためにダーウィンに寄港したのち、ハルマヘラ島とモロタイ島近海で再び哨戒を行った。5月23日、「ダーター」は63日間の行動を終えてマヌス島に帰投。艦長がデヴィッド・H・マクリントック少佐（アナポリス1935年組）に代わった。

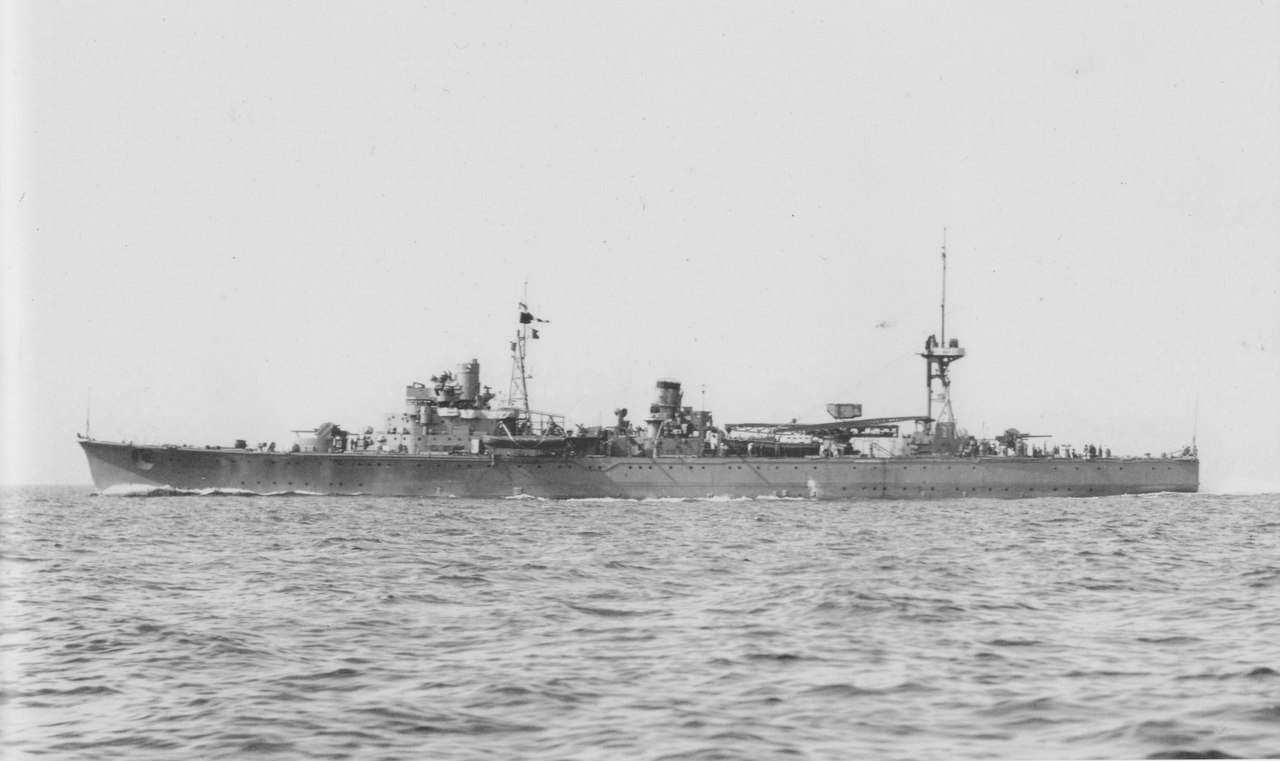
敷設艦「津軽」（1941年）

6月21日、「ダーター」は3回目の哨戒でダバオ、モロタイ方面に向かった。前回同様、ハルマヘラ島とミンダナオ島の間の海域で哨戒を行った。6月29日昼過ぎ、「ダーター」は北緯02度19分 東経127度57分 / 北緯2.317度 東経127.950度のハルマヘラ島北方モロタイ水道北口で、ビアク島救援の渾作戦参加時の6月21日にオランダ潜水艦 「K-14」の雷撃により受けた損傷の修理のためマニラに向かっていた敷設艦「津軽」と2隻の駆潜艇を発見し、魚雷を6本発射。「津軽」は応急修理による低速航行のため避けることもままならず、2本が命中し沈没した。「ダーター」は攻撃直後から爆雷攻撃を受けたが、何事もなかった。この後、「ダーター」はダバオ、バリクパパンとパラオ間の交通路を哨戒した。しかし、「ダーター」は「津軽」撃沈後、敵艦船らしい姿を7月15日と7月21日の二度しか見なかった。8月8日、「ダーター」は48日間の行動を終えてブリスベンに帰投した。

### 第4の哨戒 1944年9月 - 10月・ダーター最後の5日間
9月1日、「ダーター」は4回目の哨戒で南シナ海に向かった。トレス海峡を抜け、9月10日に給油と修理のためダーウィンに寄港した。給油後、セレベス海で哨戒。その後一旦哨戒海域を離れ、9月27日に前進根拠地であるミオス・ウンディ島に寄港し、給油と整備を行った。整備終了後、合流した「デイス」とともに出港し、10月5日にシブツ海峡を、10月7日にミンドロ島南方海域をそれぞれ通過して哨戒海域であるパラワン水道に進出した。「ダーター」と「デイス」は担当海域で哨戒、船団攻撃などを実施。10月12日、「ダーター」は北緯08度40分 東経116度42分 / 北緯8.667度 東経116.700度の地点で輸送船団を発見し、魚雷を4本発射して3本を2隻のタンカーに命中させたと判断される。10月14日には、「デイス」がミ19船団を発見して攻撃し、応急タンカー「日鉄丸」（日産汽船、5,993トン）撃沈、輸送船「永享丸」（日本郵船、6,948トン）および「大善丸」（大阪商船、5,396トン）大破の戦果をあげた。「ダーター」は「デイス」からの報告でミ19船団に接近していったが、発見することが出来なかった。10月19日にも、北緯09度09分 東経117度03分 / 北緯9.150度 東経117.050度の地点で「吹雪型駆逐艦」に対して魚雷を4本発射したが、命中しなかった。
この頃、10月20日レイテ島に対する上陸作戦が開始されるので、司令部から「ダーター」と「デイス」を含めたフィリピン近辺のほぼすべての潜水艦にキングII作戦計画に基づいて支援が命じられ、特に日本艦隊の動きを注視するよう指令が出された。「ダーター」と「デイス」は引き続き、パラワン水道とバラバク海峡間の海域を哨戒し続けた。

#### 10月20日から22日
10月20日、「デイス」が数隻の艦艇を探知し、「ダーター」と司令部に通報した。探知されたのは重巡洋艦「青葉」と軽巡洋艦「鬼怒」、駆逐艦「浦波」であり、この3隻はレイテ島に対する緊急輸送に任じるためマニラに向かっていた。「ダーター」と「デイス」はこの目標の追跡を開始したが、結局触接を失った。
しかし、この間に「ダーター」と「デイス」は本来の哨区から北東に移動する形となった。10月22日、「ダーター」は「デイス」と接近し無線電話で「デイス」艦長ブラッデン・D・クラゲット少佐（アナポリス1935年組）と打ち合わせ中だった。その時、「ダーター」のレーダーがあるものを捕捉した。最初は雨雲、ついで輸送船団かと疑ったが、それにしては速力がある物体のように思えたので、とりあえず目標に向かって速度を上げることとした。

#### 10月23日
10月23日1時17分、「ダーター」と「デイス」は目標を追跡中であったが、「デイス」のレーダーが故障したので、その回復の間は「ダーター」が触接を一手に引き受けた。「ダーター」は追跡するうちに、「目標は大物、それも重量級の艦隊ではないか？」と認識し始めた。故障から回復した「デイス」に「重量級の艦隊が二列縦隊で前進中」と通報し、自艦に続くよう指示を与え、全速前進に速力を上げた。この時点で、「ダーター」と「デイス」の進路は目標の進路とほぼ直角に交わっていた。この目標はブルネイ湾からレイテ島に向かう第二艦隊のうち、栗田中将直卒の第1部隊である。
3時30分、憶測はほぼ確信に変わり、「ダーター」は無線封止の命をためらわず破り、「日本艦隊出撃。パラワン水道経由でレイテへ向け進撃中と推測」と司令部に打電した。この緊急電はただちに所属の第77任務部隊第1群司令官ラルフ・クリスティ少将に通報され、クリスティ少将は6時20分に戦艦「ニュージャージー」座乗の第3艦隊司令長官ハルゼー大将の元に届けられた。また、これより先の2時50分には第二艦隊中の戦艦「長門」がこの電信を傍受し、これに基づいて栗田中将は全艦艇に警報を出している。「ダーター」と「デイス」は速力を19ノットに維持したまま追跡を続け、4時45分には「攻撃位置に占位可能の見込み」と打電。この間にレーダーに映し出される目標は増加していった。
6時9分、「ダーター」は自身の攻撃位置に占位すべく反転し潜航した。「デイス」は進路を維持したまま潜航していった。6時17分、空が徐々に明るくなり、潜望鏡越しにぼんやりと第二艦隊の姿が見えるようになってきた。「ダーター」の位置は、ちょうど第二艦隊の西側の縦列のほぼ真正面に位置していた。「ダーター」は進路を縦列に向けるべく反転し、東方からの攻撃を目論んだ。6時25分、魚雷の深度を3メートルに設定し、発射準備を整えた。6時27分、進路を面舵にとり、第二艦隊と平行にすべく進んだ。同時に、縦列に進んでいる艦艇を「前の4隻は重巡洋艦、5隻目は戦艦」と識別。実際は、先頭から栗田中将の旗艦「愛宕」、「高雄」、「鳥海」、「長門」の順だった。「ダーター」は先頭の「愛宕」に照準を合わせた。この時の彼我の距離は2,600メートルであった。

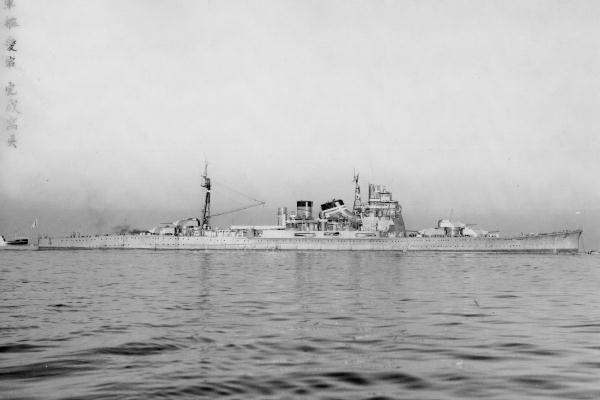
重巡洋艦「愛宕」（1939年）

6時28分、栗田中将は艦隊にジグザグ航行を指示し、「愛宕」以下の艦艇は左に進路を取り始めた。「ダーター」にとっては絶好の体勢となり、6時32分、「ダーター」は北緯09度23分 東経117度11分 / 北緯9.383度 東経117.183度の地点で艦首発射管から魚雷を6本発射した。2本は「愛宕」に直接向け、1本は「愛宕」の予想進路上に、残り3本を「愛宕」の船丈内に入るよう調整してあった。「ダーター」はすぐさま180度に方向転換し、艦尾発射管から魚雷4本を「高雄」に向けて発射した。6時33分、「愛宕」の右舷艦首、三番砲塔横、二番煙突横、四番砲塔付近に「ダーター」の魚雷が命中。「ダーター」は「高雄」に向けて魚雷を発射した後、潜望鏡を「愛宕」に戻して観察したがあまりの近距離のため全景を見ることはできなかった。しかし、4本の命中を受け23度に傾いた「愛宕」は前部砲塔から後部にかけて渦巻く黒煙に塊りに包まれ、艦首から徐々に沈んでいくように見えた。「愛宕」は6時53分に沈没していった。ダーターが深深度潜航に移った直後の6時38分、「高雄」に魚雷2本が命中する音が聞こえた。「ダーター」は6時39分ごろから爆雷攻撃を受けたが大混乱の最中では反撃もままならず、難なく反撃をかわした。
9時20分、「ダーター」は潜望鏡を揚げて観察すると、大破し停止中の「高雄」と駆逐艦「長波」、「朝霜」を発見。また、上空に航空機を認めた。「ダーター」は以後5時間にわたり何度も「高雄」に止めを刺さんと接近したが、駆逐艦が気になって結局射程圏内に入ることすらできなかった。日没後、「デイス」とともに浮上し「高雄」に水上攻撃をかけようと捜索したが、23時6分にいたり逆探知を受け捜索を一旦断念した。この間、「ダーター」も「デイス」もほぼ潜航状態を続けていたため、自艦が現在向いている方位が分からなくなってしまった。目標地形としてはパラワン島の山を設定していたが、夜では確認しようもなく、天測航法を試みるも雲量が多く断念せざるを得なかった。両艦は最初の攻撃位置とおぼしき位置にとりあえず戻ろうと反転し、「ダーター」は西へ進路を取った。

#### 10月24日
「ダーター」は推測航法で航行を続けていた。航法の誤差をわずかにとどめ、潮の流れの誤差も4分の1ノットと順調かに思え、17ノットで航行していた。ところが、1時5分、「ダーター」は北緯09度26分 東経116度55分 / 北緯9.433度 東経116.917度の南沙諸島ボンベイ礁に座礁してしまった。衝撃音を日本側に探知されたらしく、11,000メートルまで艦艇が接近してくるのを確認したが、それ以上は何もなかった。「ダーター」の船体は完全にリーフ上にあり、乗組員は「ダーター」を離礁させようとしたが、スクリューが水に浸かっていない状態でいかんともし難く、「ダーター」は「高雄」をなおも追跡中だった「デイス」を接近させることとした。「デイス」及び「ダーター」乗組員の艦を離礁させようという試みは全て失敗した。この間、「ダーター」の全ての機密書類と機材は破壊した。

#### 10月25日
2時46分、「デイス」は「ダーター」にロープを投げ、またゴムボートも活用して「ダーター」乗組員の移乗が開始された。「ダーター」の全乗組員は「デイス」に乗り移った。3時45分、2本目のロープが「ダーター」の艦尾に結び付けられた。マクリントック艦長は離艦する際、識別訓練用の愛宕型の模型に「これ（模型）があれ（愛宕）と同一艦か？」というメモを残したが、これに結局意味があったかどうかは定かではない。5時55分、「ダーター」に仕掛けられたダイナマイトが爆発したらしいが、かすかな爆発音を聞いた以外は船体が破壊された様子は一切なかった。「デイス」は「ダーター」に向けて魚雷を4本発射したが、岩礁に当たって爆発しただけだった。次いで4インチ砲21発を「ダーター」の水線に命中させたが、日本軍機が飛来してきたので「デイス」は潜航し退避した。「デイス」は潜航中も「ダーター」の様子を窺っており、日本兵が駆逐艦から「ダーター」に乗り込むのを確認した。この時、「高雄」の護衛から分離した「長波」と水雷艇「鵯」が「ダーター」に砲撃しつつ接近し、13ミリ機銃と写真、可能な限りの鹵獲品を得た。この分捕った13ミリ機銃は、のちに「長波」に据え付けられた。夕刻、「デイス」は浮上して再度「ダーター」の完全破壊を目論むも、正体不明の発信音を探知したため、これ以上の作業を断念。「デイス」は「ダーター」の処分を他の艦に依頼する旨司令部に打電し、収容した「ダーター」の全乗組員ですし詰め状態になりながら現場を去った。

### その後
「デイス」からの報告を受け、司令部からの命令を受けた「ロック」が「ダーター」に10発の魚雷を発射したが、やはり岩礁に命中しただけに終わった。最終的には10月31日に「ノーチラス」が到着し、6インチ砲55発を命中させた。「ノーチラス」の報告の末尾には「ダーターのどの装置もジャップにとって価値あるものかは疑問。スクラップ以外としては」とあり、その報告のとおり、日本軍は「ダーター」から何も得ることはできなかった。11月21日に「第二一号掃海艇」が艦政本部の将官を乗せて「ダーター」調査に派遣されたが、結果は同じであった。それでも、調査した情報の一部は1944年10月に烏キュウ嶼近海で沈没した「タング」の乗組員からの情報と合わせて、海軍対潜学校において『米国潜水艦関係資料速報』として編集された。「ダーター」の船体は、1952年1月7日に軽輸送艦「マーク」 (USS Mark, AKL-12) で派遣された調査員によって調査され、再度爆破処分された。1965年夏には、ベトナム戦争に従事中の潜水艦「パーチ」が「ダーター」の残骸を訪れ、その後は1998年ごろまで残骸が残っていたことが明らかになっている。
「デイス」は立錐の余地しかない状態で航行を続け、11月6日に「ダーター」の乗組員と共に無事フリーマントルに到着した。彼らの高い戦意を維持するため、マクリントック艦長以下「ダーター」の全ての乗組員は、当時マニトワック造船所で建造中であったバラオ級潜水艦「メンハーデン」への乗艦を命じられた。
「ダーター」は第二次世界大戦の戦功で4個の従軍星章と海軍殊勲部隊章を受章した。艦名は1956年就役の潜水艦「ダーター」に引き継がれた。